# James Anaya
Stephen James Anaya é um advogado americano e o 16.º reitor da Universidade de Colorado. Anteriormente, foi Professor James J. Lenoir de Direito e Política de Direitos Humanos na Faculdade de Direito James E. Rogers da Universidade do Arizona e trabalhou anteriormente por mais de dez anos no corpo docente da Faculdade de Direito da Universidade de Iowa Lei. Em março de 2008 foi nomeado pelas Nações Unidas como o seu Relator Especial sobre a situação dos direitos humanos e liberdades fundamentais dos povos indígenas, substituindo Rodolfo Stavenhagen. James Anaya foi eleito membro da American Philosophical Society em 2019.

## Educação e trabalho
Anaya é graduado pela Universidade do Novo México (B.A., 1980) e pela Harvard Law School (JD, 1983). Na Harvard Law School, foi membro do Board of Student Advisers. Ele ensina e escreve nas áreas de direitos humanos internacionais, direito constitucional e questões relativas aos povos indígenas.
Anaya trabalhou como consultor para organizações e agências governamentais em vários países em questões de direitos humanos e povos indígenas, e representou grupos indígenas de muitas partes da América do Norte e Central em casos marcantes perante tribunais e organizações internacionais. Ele foi o principal advogado das partes indígenas no caso Awas Tingni v. Nicarágua, em que a Corte Interamericana de Direitos Humanos pela primeira vez defendeu os direitos indígenas à terra como uma questão de direito internacional. Além disso, dirigiu a equipa jurídica que conseguiu com sucesso uma sentença da Suprema Corte de Belize afirmando os direitos tradicionais à terra do povo maia daquele país.
A 13 de abril de 2016 o Reitor de Boulder da Universidade do Colorado, Russell L. Moore, anunciou a nomeação de James (Jim) Anaya como reitor do Faculdade de Direito de Boulder da Universidade do Colorado. Anaya iniciou as suas funções a 8 de agosto de 2016. Mais tarde, Anaya renunciou ao cargo de reitor no dia 30 de junho de 2021. Ele continua a ser um ilustre membro do corpo docente.